# 亞丁轉輪式機炮
皇家輕兵器工廠「亞丁」（英語：Royal Small Arms Factory ADEN）是一門由英国皇家武裝研究及發展機構（RARDE）研製、皇家輕兵器工廠（RSAF）生產（目前轉交給國際飛機設備系統公司生產）的轉輪式航空機炮，被眾多軍用飛機，特別是英國皇家空軍和艦隊航空兵的戰鬥機所裝上使用，發射30×113毫米機炮炮彈。
二戰後研發的亞丁主要是滿足英國空軍部增加戰鬥機武器的殺傷力的技術規範，該機炮採用電子底火擊發系統而且一旦裝填完成就完全自動化操作。

## 設計與研發歷史
在第二次世界大戰期間，德國毛瑟公司開始使用電動擊發機構研發全新型號的20毫米機炮，以提高射速。在戰爭後期，毛瑟MG213轉輪式機炮已經開始走向成熟，但到了那時為止，盟軍採用了比如波音B-17「空中堡壘」和阿弗罗「蘭開斯特」這樣的大型战略轰炸机，導致了德國空軍的戰鬥機需要急促加緊提升武裝火力。而毛瑟的回應是使MG213發射MK-108航空机炮的30×90毫米RB機炮炮彈，這是一種彈頭相對較小、而且炮口速度較低，但具有大量的爆裂物裝藥量，這對於比如大型战略轟炸機這樣的非機動目標非常有用。直到戰爭結束時，MG213C版本的研發仍然在進行中。
在戰後時期，MG213C在軍火圈當中的知名度不斷地提高，英國、法國和美國許多公司都各自以該機炮為範本加以研發。當中包括英國皇家武裝研究及發展機構和法國法國陸軍武器工業集團（今次世代系統公司）。就在這時，一種共用的30×113毫米機炮炮彈就這樣研發出來，從MK-108的540米／秒（1,771.65英尺／秒，1.59马赫）到新型設計的790米／秒，這在炮口初速的提高方面作出了重大的改進。 這只比伊斯帕諾Mk.V等當代20毫米機炮的840米／秒（2,755.91英尺／秒，2.47马赫）略低一點，使新型機炮炮彈適合在纏鬥期間以及對較大型的目標使用。其機構將射速由Mk.V的750發／分鐘提升至1,300發／分鐘，可說是顯著的改善。
一種新型武器迅速研發起來，並且在恩菲爾德的皇家輕兵器工廠生產；而ADEN這個名字是一個首字母縮略字，為Armament Development Establishment（武裝研究及發展機構）的英文首字母ADE和ENfield（恩菲爾德）的N字母合併組成ADEN（亞丁）所創建出來的。1954年，亞丁裝上霍克獵手戰鬥機以上服役，隨後用於每架搭載機炮的英國製戰鬥機以上，直到1980年代帕那維亞龍捲風戰鬥轟炸機的問世為止。（搭載機炮為毛瑟BK-27機炮）最後一個可見的正式生產版本是Mk 4。一個改進版本Mk 5，當中包括了許多細小改動，以提高可靠性，並且將其射速提高到1,500—1,700發／分鐘。但並無全新的Mk.5得以製造出來，倒是許多舊武器被改裝，並且被重新命名為Mk 5 Straden。
使用亞丁30毫米機炮作為內置武裝的戰鬥機包括新加坡航空A-4S「天鷹」、英國電氣「閃電式」、佛蘭德「蚋式」（和印度斯坦「阿吉特」）、霍克「獵手」、格洛斯特「標槍」、萨博J 32「蘭森」、薩博J 35「龍式」、歐洲戰鬥教練和戰術支援「美洲豹」、超級馬林「彎刀」和CAC「軍刀」。亞丁亦被用作多種機炮筴艙版本所搭載的武器，包括霍克·西德利「鷂式」（和美国海军陆战队AV-8A/C「獵鷹II式」）和霍克·西德利「海鹞」，以及在英国宇航「鹰式」（等等）以上使用的瑞典FFV「亞丁」所採用的機身下方的結構。FFV亞丁包括武器和150發機炮炮彈以內，長151.57英寸（3,849.88毫米），上滿彈藥時重達802.5磅（364.01千克）。
GIAT也推出了他們的轉輪式機炮的設計版本，並且命名為德發轉輪式機炮（DEFA可音譯為「德發」）。這兩款武器非常相似，而且可以使用相同的彈藥。而美國版本則是春田兵工廠M39 20毫米機炮，伊利諾伊理工學院其對進行了小幅改動，以後福特汽车和通用汽车在龐蒂克分部生產M39。而M39在中華民國的聯勤205兵工廠仿製型為T-75；這都是題外話。
1988年，皇家軍械公司關閉了恩菲爾德工廠 ，並將該機炮的生產權交給了國際飛機設備公司。

## 衍生型

### 亞丁Mk 4
這是「亞丁」的目前生產版本。雖然最低的炮口初速741米／秒（2,431.10英尺／秒，2.18马赫）要低於伊斯帕諾的850米／秒（2,788.71英尺／秒，2.5马赫，最高炮口初速），但相當重的彈頭可造成更大的毀損效果。另外，「亞丁」具有更高的射速，為1,300發／分鐘。 

### 亞丁Mk 5
增強版本，「亞丁」Mk 5包括了許多細小改動，將可靠性和射提高至1,500—1,700發／分鐘。然而，並無全新的Mk 5得以正式生產出來，但許多現有的舊版本得以改進並重新命名為Mk 5 Straden。機炮採用了5發式轉輪膛室（或稱鼓輪），並且藉由可散式彈鏈供彈。

### 亞丁25
亞丁Mk 5成為亞丁25毫米機炮的計劃中的基礎，這是一門更巨大的武器，基本規格為長2,286毫米（90英寸），重92.08公斤（203磅），用於發射M242「巨蝮式」鏈炮和GAU-12「平衡者」加特林机炮所發射、而炮口初速更高達1,302.49米／秒（3,445英尺／秒）的新型25×137毫米北約口徑機炮炮彈。更輕的彈藥也會把射速推至達到更高的1,650—1,850發／分鐘。可是，由於「亞丁」25毫米機炮在研製期間受到長期拖延導致研製出現嚴重的問題，這證明它無法達到其設計重量目標。最終於1999年，亞丁25毫米機炮計劃終於被取消了。結果，英國皇家空軍GR7和GR9「海鷂II式」攻擊機沒有裝上任何機炮的機會，他倆很顯然地並無作出改造舊式亞丁30毫米機炮筴艙嘗試。而直到在2006年，艦隊航空兵的霍克·西德利「海鹞」退役以前，他們仍然保留著兩門30毫米口徑的武器。

### 亞丁30
為新加坡航空A-4S「天鷹」、英國電氣「閃電式」、佛蘭德「蚋式」（和印度斯坦「阿吉特」）、霍克「獵手」、格洛斯特「標槍」、萨博J 32「蘭森」、薩博J 35「龍式」、歐洲戰鬥教練和戰術支援「美洲豹」、超級馬林「彎刀」和CAC「軍刀」（即澳大利亞版本）所採用的機載機炮。
此外還被用作多種機炮筴艙的搭載機炮，包括霍克·西德利「鷂式」（和美国海军陆战队AV-8A/C「獵鷹II式」）和霍克·西德利「海鹞」。

### FFV亞丁
為瑞典操作的英国宇航「鹰式」Mk.66以上所使用的瑞典FFV「亞丁」機炮筴艙。FFV亞丁包括武器和150發機炮炮彈以內，長3,849.88毫米（151.57英寸），上滿彈藥時重達364.01千克（802.5磅）。

## 使用國
- 澳大利亚皇家空军（RAAF）

 巴林
- 巴林皇家空軍（英语：Royal Bahraini Air Force）（RBAF）

 比利时
- 比利时空军

 智利
- 智利空军（FACh）

 丹麦
- 丹麥皇家空軍（RDAF）

 芬兰
- 芬兰空军（FiAF）

 伊拉克
- 伊拉克空軍（IQAF）

 印度
- 印度空軍（IAF）
- 印度海軍航空兵（英语：Indian Naval Air Arm）

 印度尼西亞
- 印尼空軍（TNI-AU）

 约旦
- 約旦皇家空軍（RJAF）

- 肯尼亞空軍（英语：Kenyan Air Force）（KAF）

 科威特
- 科威特空軍（英语：Kuwait Air Force）

 黎巴嫩
- 黎巴嫩空軍（英语：Lebanese Air Force）（LAF）

 马来西亚
- 马来西亚皇家空军

 荷蘭
- 荷蘭皇家空軍（RNLAF）

 阿曼
- 阿曼皇家空軍（英语：Royal Air Force of Oman）（RAFO）

 秘魯
- 秘魯空軍（英语：Peruvian Air Force）（FAP）

- 卡塔爾空軍

 羅德西亞（現在的 辛巴威）
- 羅得西亞皇家空軍（RRAF），後來變為津巴布韋空軍（英语：Air Force of Zimbabwe）（AFZ）

 沙烏地阿拉伯
- 沙特阿拉伯皇家空军（RSAF）

 新加坡
- 新加坡共和国空军部队（RSAF）

 南非
- 南非空軍（SAAF）

- 大韓民國空軍

- 索馬里空軍（英语：Somali Air Force）（SAF）

 西班牙
- 西班牙海軍航空兵

 瑞典
- 瑞典空軍

 瑞士
- 瑞士空軍

 泰國
- 泰國皇家海軍（RTN）飛行單位

 阿联酋
- 阿拉伯聯合酋長國空軍（英语：United Arab Emirates Air Force）（UAEAF）

 英国
- 英國艦隊航空兵（FAA）
- 英國皇家空軍（RAF）

 美国
- 美國海軍陸戰隊航空兵

請注意，這份清單並非詳盡無遺。

## 資料來源
1. 1 2 3 4  Lennox, Duncan. . . Jane's Information Group. 2001  [2018-03-25]. ISBN 978-0-7106-0866-6. （原始内容存档于2013-01-26）.
2. ↑  . Hawker Hunter.   [4 February 2011]. （原始内容存档于2017年4月24日）.
3. 1 2   (PDF). United Kingdom: AEI Systems Ltd.   [4 February 2011]. （原始内容 (PDF)存档于2014-01-02）.
4. 1 2  ADEN Aircraft Cannon www.forecastinternational.com.  Viitattu 2017-10-19.
5. ↑  .   [2018-03-25]. （原始内容存档于2017-10-19）.

## 外部連結
- （英文）—ADEN 30mm Cannon.pdf（页面存档备份，存于）
- （西班牙文）—30 x 113 mm / 30x113 French DEFA 30-550 / 30x113 Aden Mk4 / ECRA-ECDV 30 113 CFE 010